# Bibio villosa
Bibio villosa är en tvåvingeart som först beskrevs av Razoumowsky 1789.  Bibio villosa ingår i släktet Bibio och familjen hårmyggor.
Artens utbredningsområde är Schweiz. Inga underarter finns listade i Catalogue of Life.